# 陈弼重
陈弼重（1972年10月13日—）是一名韩国男子棒球运动员。他在2000年悉尼夏季奥林匹克运动会中，参加了男子棒球比赛并为韩国队获得男子团体铜牌。

## 外部連結
- 陈弼重在韓國職棒（投手）（英语）
- 陈弼重在Baseball-Reference.com（小聯盟以及海外聯盟）（英语）
- 陈弼重在Olympedia（英语）